# Into the Woods
Into the Woods ist ein Musical mit Musik und Liedtexten von Stephen Sondheim. Das Buch stammt von James Lapine und ist inspiriert von Bruno Bettelheims Buch Kinder brauchen Märchen und bezieht Hausmärchen der Brüder Grimm und andere Märchensammlungen ein.
Die Uraufführung fand am 5. November 1987 im Martin Beck Theatre, New York statt. Nach 765 Vorstellungen fiel der letzte Vorhang der Originalproduktion am 3. September 1989. 1997 und 2002 gab es Revivalshows.
Die deutschsprachige Erstaufführung fand am 31. März 1990 in Heilbronn statt. Das deutsche Libretto unter dem Titel Ab in den Wald stammt von Michael Kunze.

## Hintergrund
Das Stück verflicht die Handlungen verschiedener Märchen der Gebrüder Grimm und verfolgt die Konsequenzen, die sich aus den Wünschen und Aufgaben der verschiedenen Protagonisten ergeben. Das Musical verbindet die einzelnen Geschichten mit einer Rahmenhandlung über einen Bäcker und seine Frau, die kinderlos sind und deren Kinderwunsch von einer Hexe erfüllt werden kann, wenn das Bäckerpaar einige Dinge zu ihr bringt.

## Handlung

### 1. Akt
Mit den Worten „Es war einmal…“ stellt der Erzähler vier Charaktere und ihren Wunsch vor: Aschenputtel (Cinderella), die Tochter eines reichen Mannes, die von ihrer bösen Stiefmutter und ihren Stiefschwestern zu deren Dienstmagd gemacht wurde, wünscht sich am Ball des Königs teilnehmen zu können; Jack, ein einfacher armer Junge, wünscht sich, dass seine Kuh Milky White endlich Milch geben würde, und ein Bäcker und seine Frau wünschen sich nichts sehnlicher als ein Kind.
Dann wären da noch Rotkäppchen, die sich Brot und Kuchen vom Bäcker wünscht, der es ihr widerwillig gibt, um dies zum Haus ihrer Großmutter zu bringen, Jacks alte, müde Mutter, die sich Reichtum wünscht und Jack zum Verkauf seiner Kuh drängt, Aschenputtels Stiefmutter und die Stiefschwestern Florinda und Lucinda; diese werden mit dem Wunsch aufgezogen, dem Ball des Königs beizuwohnen.
Die Nachbarin des Bäckerpaares, eine hässliche alte Hexe, kommt zu den beiden und eröffnet ihnen, dass die Quelle der Unfruchtbarkeit des Paares ein Fluch ist, den sie auf die Familie des Bäckers gelegt hat, nachdem der Vater des Bäcker sechs magische Bohnen aus ihrem Garten gestohlen hatte. Zusätzlich zu dem Fluch, den die Hexe ausgesprochen hatte, nahm sie auch noch die neugeborene Schwester des Bäckers, Rapunzel, zu sich. Die Hexe erklärt dem Bäckerpaar, dass der Fluch aufgehoben werden kann, wenn der Bäcker und seine Frau ihr vier Zutaten bringen, die die Hexe für einen speziellen Zaubertrank benötigt: „Eine Kuh so weiß wie Milch, ein Cape so rot wie Blut, Haar so gelb wie Mais und einen Schuh so rein wie Gold“. Alle Zutaten müssen der Hexe zum Glockenschlag um Mitternacht des dritten Tages gebracht werden. Alle beginnen nun ihre Reise in den Wald – Jack geht zum Markt, um sein geliebtes Haustier Milky White zu verkaufen, Aschenputtels Familie fährt zum Ball, Aschenputtel geht zum Grab ihrer Mutter, um dort um Hilfe zu bitten, Rotkäppchen geht zum Haus ihrer Großmutter und der Bäcker zieht los, die Zutaten zu besorgen; seine Frau möchte ihm helfen, aber er verweigert ihre Hilfe (“Prologue”).
Aschenputtel besucht das Grab ihrer Mutter und erbittet Hilfe, der Geist ihrer Mutter schenkt ihr ein schönes Kleid und goldene Schuhe (“Cinderella At The Grave”). Jack trifft einen geheimnisvollen Mann, der ihn verspottet, weil er versucht seine Kuh für mehr als einen „Sack Bohnen“ zu verkaufen und daraufhin verschwindet. Rotkäppchen trifft auf den hungrigen Wolf, der sie überzeugt, einen Umweg zur Großmutter (“Hello, Little Girl”) zu nehmen. Der Bäcker sieht Rotkäppchen im Wald, weiß aber nicht wie er das Cape bekommen soll; die Hexe erscheint und schreit ihn an, er soll das Cape stehlen. Der Bäcker ist vom Erscheinen der Hexe und der Idee, das Cape zu stehlen, so erschrocken, dass er die Zutaten vergisst, die er besorgen soll. Glücklicherweise ist seine Frau ihm gefolgt und erinnert ihn an die Zutaten. Die beiden geraten in Streit darüber, dass die Frau des Bäckers ihm in den Wald gefolgt ist und treffen auf Jack mit seiner Kuh Milky White. Da das Bäckerpaar kein Geld hat, um die Kuh zu kaufen, überzeugen sie Jack, dass die Bohnen, die der Bäcker in der alten Jagdjacke seines Vaters gefunden hat, magisch sind und sie die Kuh für fünf davon eintauschen würden. Jack verabschiedet sich tränenreich von seiner Kuh (“I Guess This Is Goodbye”), der Bäcker schickt seine Frau mit der Kuh zurück ins Dorf. Er hat Bedenken, weil sie unehrlich zu Jack waren, aber seine Frau räumt seine Bedenken aus, da die Chance ein Kind zu haben, die Betrügerei rechtfertigt (“Maybe They’re Magic”).
Die Hexe hat Rapunzel als ihre eigene Tochter aufgezogen und hält sie fern von der Welt in einem hohen Turm in der Mitte des Waldes eingesperrt, der einzige Zugang zum Turm ist es, die langen, blonden Haare von Rapunzel hinaufzuklettern (“Our Little World”). Trotzdem hat ein Prinz Rapunzel entdeckt und herausgefunden, wie er den Turm erklimmen kann. In einem anderen Teil des Waldes verfolgt der Bäcker Rotkäppchen. Wie die Hexe ihm befohlen hat, stiehlt er das Cape. Der anschließende Wutanfall Rotkäppchens jedoch bringt den Bäcker dazu, das Cape wieder zurückzugeben. Als Rotkäppchen am Haus der Großmutter ankommt, trifft sie auf den Wolf und wird von diesem gefressen. Der Bäcker kommt auf der Suche nach dem Cape ebenfalls zum Haus der Großmutter, erlegt den Wolf und befreit Rotkäppchen und dessen Großmutter aus den Innereien des Wolfes. Aus Dankbarkeit für ihre Rettung schenkt Rotkäppchen dem Bäcker nun ihr Cape und reflektiert ihre neuen Erfahrungen (“I Know Things Now”). Währenddessen kommt Jack nach Hause und berichtet seiner Mutter vom Handel mit dem Bäcker, diese ist wütend, wirft die Bohnen achtlos in den Garten und schickt Jack ohne Abendessen ins Bett. Aschenputtel flieht vom Ball des Königs, verfolgt von einem anderen Prinzen und seinem Diener und trifft auf die Frau des Bäckers. Die Bäckersfrau hilft Aschenputtel sich zu verstecken und fragt sie über den Ball aus. Aschenputtel erzählt ihr, dass es ein schöner Ball war (“A Very Nice Prince”), sie aber ziemlich zwiespältig über diese Erfahrung denkt. Als eine riesige Bohnenranke neben Jacks Haus wächst, entdeckt die Frau des Bäckers den goldenen Schuh von Aschenputtel. Sie versucht den Schuh zu ergreifen und jagt Aschenputtel durch den Wald. Wegen dieser Unachtsamkeit kann die Kuh Milky White davonlaufen. Während die Glocken die erste Mitternacht einläuten stellt jede Person ihre Moral und ihre Erkenntnis des Erlebten fest (“First Midnight”) und sie reisen weiter durch den Wald.
Am nächsten Morgen beschreibt Jack, wie er die Bohnenranke hinaufgeklettert ist und dort oben ein Schloss gefunden hat. Er hat dem Riesenpaar Gold gestohlen (“Giants In The Sky”). Er trifft den Bäcker und gibt ihm fünf Goldstücke, um seine Kuh zurückzukaufen. Der Bäcker zögert, was Jack allerdings dazu bringt, noch einmal in das Schloss der Riesen zu gehen und noch mehr Gold zu stehlen. Der geheimnisvolle Mann taucht erneut auf, er verspottet den Bäcker und stiehlt ihm das Gold. Die Bäckersfrau gesteht ihrem Mann, dass die Kuh davongelaufen ist, woraufhin sie beschließen, sich zu trennen und nach dem Tier zu suchen. Der Prinz von Aschenputtel und der Prinz von Rapunzel, welche Brüder sind, treffen sich im Wald und vergleichen das Elend ihrer jeweils neu gewonnenen und unerreichbaren Liebe (“Agony”). Die Frau des Bäckers belauscht die beiden Prinzen und erfährt so von Rapunzels Prinzen, dass er ein Mädchen im Wald gefunden hat, dass in einem Turm lebt und Haare „so gelb wie Mais“ hat. Die Bäckersfrau sucht den Turm und täuscht Rapunzel vor, sie sei der Prinz. Als Rapunzel ihr Haar herunterlässt, reißt sie eine Strähne heraus und verschwindet. Der geheimnisvolle Mann trifft erneut auf den Bäcker und gibt ihm Milky White zurück.
Die Frau des Bäckers und Aschenputtel treffen erneut aufeinander und die Bäckersfrau macht einen weiteren verzweifelten Versuch, des Schuhes habhaft zu werden, doch bevor sie erfolgreich ist, flieht Aschenputtel erneut. Der Bäcker und seine Frau treffen sich wieder, sie haben nun drei der vier benötigten Zutaten. Der Bäcker gesteht sich und seiner Frau ein, dass sie die Aufgabe nur lösen können, wenn sie zusammen arbeiten (“It Takes Two”). Jack kommt vorbei und hat ein Huhn mitgebracht, das goldene Eier legen kann, er will es gegen Milky White eintauschen. Als die Glocken zur zweiten Mitternacht läuten, fällt die Kuh plötzlich tot um. Wieder einmal resümiert jeder die Moral der Geschichte (“Second Midnight”). Die Hexe findet heraus, dass der Prinz Rapunzel besucht hat und bittet Rapunzel, nun bei ihr zu bleiben (“Stay With Me”). Rapunzel lehnt die Bitte der Hexe ab, diese ist daraufhin so erbost, dass sie Rapunzel das Haar abschneidet und sie in die Wüste verbannt. Der geheimnisvolle Mann gibt dem Bäcker das Geld zurück, damit dieser eine neue Kuh kaufen kann. Jack trifft Rotkäppchen, die nun anstelle des Capes ein Wolfsfell zur Schau trägt und ein Messer zu ihrem Schutz. Er versucht, sie zu beeindrucken, indem er ihr von seinen Abenteuern im Reich der Riesen erzählt, als sie sich aber weigert ihm zu glauben, fühlt Jack sich ermutigt, noch einmal zu den Riesen zu gehen und eine magische Harfe zu stehlen.
Aschenputtel kehrt von einer weiteren Nacht auf dem Ball des Königs heim und erzählt, wie der Prinz versucht hat, sie an der Flucht zu hindern, indem er Pech auf die Stufen des Palastes gestrichen hat. Gefangen zwischen dem Wunsch, zu fliehen, und dem Wunsch, zu bleiben, beschließt sie, dass der Prinz entscheiden soll, wie es weitergehen soll und hinterlässt einen goldenen Schuh als Hinweis zu ihrer Identität (“On The Steps Of The Palace”). Die Frau des Bäckers versucht verzweifelt Aschenputtel davon zu überzeugen, ihr den anderen Schuh zu geben und bietet ihr die sechste Bohne an. Aschenputtel wirft die Bohne achtlos zur Seite, willigt aber ein, mit der Bäckersfrau die Schuhe zu tauschen und flieht. Unbemerkt wächst aus der Bohne eine zweite Bohnenranke. Der Bäcker kommt mit einer anderen Kuh zu seiner Frau zurück und nun haben sie alle vier Zutaten. Der Diener des Prinzen erscheint im Wald und entreißt der Bäckersfrau den goldenen Schuh. Sie kämpfen um den Schuh, als plötzlich ein lautes Krachen zu hören ist. Jacks Mutter stürmt in den Wald und berichtet, dass ein Riese die erste Bohnenranke hinunter geklettert sei und Jack Rache geschworen hat, da dieser seine magische Harfe stahl. Jack hat währenddessen die Bohnenranke abgehackt, wobei der Riese von der Ranke fiel und nun tot im Garten von Jacks Haus liegt. Der Prinz, mehr mit der Suche nach Aschenputtel als mit anderen Dingen beschäftigt, winkt ab und setzt seine Suche mit einem der goldenen Schuhe fort, zurück bleiben der Bäcker, seine Frau, Jacks Mutter und der zweite goldene Schuh. Zur großen Erleichterung seiner Mutter erscheint auch Jack im Wald und trägt die magische Harfe bei sich. Plötzlich taucht die Hexe auf und als sie die Zutaten untersucht, stellt sie fest, dass die Kuh nicht weiß wie Milch ist, sie wurde mit Mehl eingefärbt. Der Bäcker gesteht, dass die erste Kuh tot ist und diese nur ein Ersatz sei, woraufhin die Hexe die tote Kuh holen lässt und sie wieder zum Leben erweckt. Daraufhin fordert sie den Bäcker und seine Frau auf, die Kuh mit den übrigen Zutaten zu füttern. Jack versucht die Kuh zu melken, aber sie gibt keine Milch. Die Hexe wird daraufhin sehr böse und die Bäckersfrau erzählt, dass sie Rapunzel das Haar gestohlen habe. Wütend erklärt die Hexe ihr, dass der Zauber nicht funktioniert, weil sie das Haar bereits angefasst habe. Der geheimnisvolle Mann erscheint auf der Bildfläche und erklärt dem Bäcker, dass er die haarähnlichen Maisfäden an Milky White verfüttern soll. Endlich gibt die Kuh Milch, dies ist der Zaubertrank. Die Hexe eröffnet dem Bäcker, dass der geheimnisvolle Mann der Vater des Bäckers ist, dann trinkt sie den Trank. Der geheimnisvolle Mann fällt tot um, da er durch seine Hilfe bei der Suche nach den Zutaten seine Tat wiedergutgemacht hat. Die Hexe verwandelt sich daraufhin in eine wunderschöne, junge Frau.
Aschenputtels Prinz sucht nach dem Mädchen, dem der goldene Schuh passt, die Stiefschwestern versuchen den Schuh anzuziehen. Da er nicht passt, schneidet die Stiefmutter ihnen kurzerhand den Zeh bzw. die Ferse vom Fuß ab. Nachdem der Prinz zwei Mal auf dem Heimweg gewarnt wurde, dass er die falsche Braut nach Hause bringe, kehrt er zurück und fordert, den Schuh auch noch von der dritten Tochter anprobieren zu lassen. Aschenputtel probiert den Schuh und er passt perfekt. Daraufhin nimmt der Prinz sie mit und macht sie zu seiner Frau. Rapunzel hat in der Wüste Zwillinge geboren und trifft auf ihren Prinzen, der blind durch die Wüste irrt. Ihre Tränen schenken ihm sein Augenlicht zurück, als die Hexe erscheint und Rapunzel noch einmal auffordert, zu ihr zurückzukommen. Als Rapunzel dies ablehnt, versucht sie die beiden zu verfluchen und muss erkennen, dass sie ihre Macht verloren hat. Die Stiefschwestern Florinda und Lucinda versuchen auf Aschenputtels Hochzeit ihre Gunst zu gewinnen. Aber ein Schwarm Vögel erscheint und attackiert die Schwestern und lässt sie erblinden. Jeder, außer der Hexe und den Stiefschwestern, gratuliert den anderen dazu, dass sie nun glücklich leben können (“Ever After”). Niemand bemerkt die Bohnenranke, die in den Himmel wächst.

### 2. Akt
Der Erzähler beginnt wieder mit „Es war einmal ... später“. Alle Charaktere scheinen glücklich, trotzdem wünschen sie sich immer noch etwas: Der Bäcker und seine Frau haben ihren ersehnten kleinen Jungen, wünschen sich aber einen Raum mehr und streiten darüber, dass der Bäcker nicht bereit ist, sein Kind zu halten. Jack und seine Mutter sind nun reich und wohlgenährt, Jack aber vermisst sein Königreich im Himmel; Cinderella lebt mit ihrem Märchenprinzen im Palast, langweilt sich aber (“So Happy”).
Plötzlich werden alle durch ein lautes Krachen erschüttert. Fußabdrücke eines Riesen haben den Garten der Hexe vernichtet, geblieben sind nur ein paar Bohnen. Der Bäcker und seine Frau entscheiden, dass sie der königlichen Familie davon berichten müssen und um Hilfe bitten sollten, also reist der Bäcker zum Palast. Der Diener des Prinzen ignoriert seine Nachricht, genau wie Jacks Mutter, der er von dem Riesen erzählt, als er zu Jacks Haus kommt, um ihn um Hilfe zu bitten. Als der Bäcker wieder nach Hause zurückkehrt, kommt Rotkäppchen auf dem Weg zur Großmutter bei ihnen vorbei: ihr Haus wurde zerstört und ihre Mutter wird vermisst. Der Bäcker und seine Frau begleiten Rotkäppchen auf ihrem Weg zur Großmutter. Unterdessen beschließt Jack, dass er den Riesen töten muss. Aschenputtel erfährt von ihren Vogelfreunden, dass das Grab ihrer Mutter zerstört wurde und beschließt, der Sache nachzugehen. In ihren alten Kleidern zieht sie los in den Wald. Wieder einmal zieht es jeden in den Wald, aber diesmal ist die Stimmung düster und die Vögel haben aufgehört zu singen (“Into the Woods (Reprise)”).
Während alle anderen zurück in den Wald gezogen sind, ist Rapunzel, die durch die Behandlung der Hexe in den Wahnsinn getrieben wurde, in einem hysterischen Anfall geflohen. Ihr Prinz ist ihr gefolgt, doch als er seinen Bruder trifft, gestehen sie sich gegenseitig den wahren Grund ihrer Anwesenheit in den Wäldern. Sie sind gelangweilt und frustriert von ihren Ehen und begehren nun zwei schöne Frauen, die sie schlafend im Wald gefunden haben – Schneewittchen und Dornröschen (“Agony (Reprise)”).
Der Bäcker, seine Frau und Rotkäppchen verirren sich im Wald, woraufhin sie auf Aschenputtels Familie und den Diener treffen, der ihnen erzählt, dass das Schloss von einem Riesen zerstört wurde. Die Hexe erscheint nun ebenfalls und überbringt die Nachricht, dass ein Riese das gesamte Dorf und die Hütte des Bäckers zerstört hat. Plötzlich sind donnernde Schritte zu hören und der Riese erscheint. Zur Überraschung aller ist dieser Riese eine Frau. Sie ist die zweite Bohnenranke hinuntergekommen und ist die Witwe des Riesen, den Jack getötet hat, als er die erste Bohnenranke abgehackt hat. Die dröhnende Stimme der Riesin verkündet, dass sie Jacks Blut als Rache für ihren Mann will. Damit die Riesin zufrieden ist, erkennt jeder in der Gruppe, dass sie jemanden geben müssen, sie sind aber nicht in der Lage, sich auf einen zu einigen, bis sie erkennen, dass der Erzähler noch immer die Handlung von der Seite her kommentiert. Jeder bietet nun den Erzähler als Opfer an, er aber versucht alle zu überzeugen, dass sie ohne ihn verloren seien. Letztendlich wirft die Hexe ihn der Riesin in die Arme, welche den Betrug aber erkennt und den Erzähler fallen lässt, woraufhin dieser stirbt. Jacks Mutter stößt zu der Gruppe und verteidigt aggressiv ihren Sohn, wodurch sie die Riesin verärgern. Der Diener schlägt daraufhin Jacks Mutter auf den Kopf, um sie zu beruhigen, unglücklicherweise tötet er sie dabei. Die Riesin verlässt die Gruppe, um Jack zu suchen, dabei läuft Rapunzel ihr in den Weg und wird zu Tode getrampelt, sehr zum Entsetzen der Hexe und ihres Prinzen (“Witches Lament”).
Die königliche Familie setzt ihre Flucht in ein verborgenes Königreich fort, trotz des Flehens des Bäckers, zu bleiben und ihnen im Kampf gegen die Riesin zur Seite zu stehen. Die Hexe beschließt nun, Jack zu finden und ihn der Riesin zu opfern. Der Bäcker und seine Frau beschließen, dass sie Jack zuerst finden müssen. Sie trennen sich, um ihn zu suchen. Die Frau des Bäckers trifft auf ihrem Weg Aschenputtels Prinzen, er verführt die Frau des Bäckers (“Any Moment”). Inzwischen hat der Bäcker Aschenputtel am zerstörten Grab ihrer Mutter gefunden und überzeugt sie, sich der Gruppe anzuschließen, damit sie in Sicherheit ist. Zufrieden mit dem Erfolg verlässt der Prinz die Bäckersfrau, er hat nur ein paar Plattitüden für sie über. Sie erkennt ihren Fehler und beschließt, zu ihrem glücklichen Leben mit dem Bäcker und ihrem Sohn zurückzukehren (“Moments In The Woods”). Allerdings hat sie sich verlaufen und kreuzt den Weg der Riesin.
Der Bäcker, Rotkäppchen und Aschenputtel erwarten die Rückkehr der Bäckersfrau, als die Hexe mit Jack auftaucht. Sie hat ihn gefunden, als er weinend über dem Körper der Bäckersfrau kniete. Der Bäcker ist geschockt und tief traurig, als er vom Tod seiner Frau erfährt und stimmt unabsichtlich zu, Jack an die Riesin auszuliefern. Die Personen geben sich zunächst gegenseitig die Schuld für ihre missliche Lage, bis letztlich alle entscheiden, dass die Hexe mit dem Anbau der Bohnen in erster Linie die Schuld an der Misere trägt (“Your Fault”). Angewidert von diesen Anschuldigungen verflucht die Hexe alle Anwesenden und wirft mit den restlichen magischen Bohnen um sich. Sie reaktiviert den Fluch ihrer Mutter und verschwindet (“Last Midnight”).
Der trauernde Bäcker flüchtet in den Wald. Dort wird er vom Geist seines Vaters besucht, der ihn davon überzeugt, sich seiner Verantwortung zu stellen (“No More”). Der Bäcker kehrt zurück und hilft bei der Planung, die Riesin zu töten. Aschenputtels Vogelfreunde sollen der Riesin die Augen auspicken, nachdem der Bäcker und Jack sie an eine Stelle geführt haben, die sie vorher mit Pech gestrichen haben. Aschenputtel bleibt zurück und beschützt das Kind des Bäckers. Ihr Prinz kommt vorbei und hätte sie fast nicht erkannt. Sie konfrontiert ihn mit seiner Untreue, von der sie von ihren Vogelfreunden erfahren hat. Er erklärt ihr sein Gefühl der Unerfülltheit und warum er eine andere Frau verführt hat. Aschenputtel bittet ihn, zu gehen, er verschwindet und lässt sie traurig zurück.
Rotkäppchen kehrt mit der Nachricht zurück, dass ihre Großmutter von der Riesin getötet wurde. Der Bäcker hat inzwischen Jack berichtet, dass dessen Mutter tot ist. Jack schwört, den Diener aus Rache zu töten, allerdings überzeugt ihn der Bäcker davon, dass vom Tod des Dieners niemand profitieren würde. Aschenputtel tröstet Rotkäppchen und versucht, ihre Skrupel, dass die Tötung der Riesin niemanden besser macht außer die Riesin selbst, zu beseitigen. Der Bäcker versucht währenddessen, Jack seine Unfähigkeit zu erklären, was moralisch richtig ist. (“No One Is Alone”).
Die vier Verbliebenen töten die Riesin. Die Verstorben, die königliche Familie (die sich im Wald verirrten und verhungerten) und die Prinzen (die ihre neuen Geliebten, Schneewittchen und Dornröschen, auf den Armen tragen) kehren noch einmal zurück, um eine letzte Moral mit dem Publikum zu teilen. Die Überlebenden beschließen, sich zusammenzutun und alles wiederaufzubauen. Der Geist der Bäckersfrau erscheint ihrem trauernden Mann, sie tröstet ihn und rät ihm, ihrem Kind ihre Geschichte zu erzählen. Der Bäcker beginnt die Geschichte zu erzählen, mit den gleichen Worten wie der Erzähler zu Beginn des Stücks. Die Hexe erscheint noch einmal und warnt alle: „Vorsichtig mit dem, was du zu Kindern sagst, Kinder hören zu!“ (“Children Will Listen”). Alle steigen noch einmal in einen letzten Reprise des Titelsongs ein und mutmaßen, dass jeder sich ein Mal in den Wald wagen muss, aber dabei nie die Vergangenheit vergessen darf („Finale“). Aschenputtel schließt die Show mit einem letzten „Ich wünschte ...“.

## Musiknummern
| 1. Akt                                                                      | 2. Akt                                                 |
| --------------------------------------------------------------------------- | ------------------------------------------------------ |
| Act One Prologue - Akt 1 Opening                                            | Act Two Prologue - Akt 2 Opening                       |
| Cinderella at the grave - Aschenputtel am Grab                              | Agony (Reprise) - Liebesqual (Reprise)                 |
| Hello, little girl - Hallo, kleine Frau                                     | Witch's lament - Die Klage der Hexe                    |
| The spell is on my house (Reprise) - Der Fluch betrifft mein Haus (Reprise) | Any Moment                                             |
| I guess this is Goodbye - Jetzt heißt es Lebewohl                           | Any Moment (Reprise)                                   |
| Maybe they're magic - Vielleicht wirkt ihr Zauber                           | Moments in the woods - Tief im Wald                    |
| Our little world - Die kleine Welt                                          | Your fault - Du bist schuld                            |
| Maybe they're magic (Reprise) - Vielleicht wirkt ihr Zauber (Reprise)       | Last midnight - Mitternachtsstunde                     |
| I know things now - Und ich weiß jetzt mehr                                 | No more - Es reicht                                    |
| A very nice Prince - Der Prinz ist freundlich                               | No one is alone (Part 1) - Niemand ist allein (Teil 1) |
| First Midnight - Die erste Nacht                                            | No one is alone (Part 2) - Niemand ist allein (Teil 2) |
| Giants in the sky - Riesen über uns                                         | Act Two Finale - Akt 2 Finale                          |
| Agony - Liebesqual                                                          |                                                        |
| A very nice Prince (Reprise) - Der Prinz ist freundlich (Reprise)           |                                                        |
| It takes two - Nur zu zweit                                                 |                                                        |
| Second midnight - Die zweite Nacht                                          |                                                        |
| Stay with me - Bleib bei mir                                                |                                                        |
| On the steps of the Palace - Auf den Stufen des Schlosses                   |                                                        |
| Act One Finale - Akt 1 Finale                                               |                                                        |

## Musik
Orchestrierung nach Jonathan Tunick
Reed I: Piccolo, Flöte
Reed II: Klarinette
Reed III: Fagott
2 Hörner
Trompete oder Piccolo-Trompete
Schlagzeug
Synthesizer
Klavier
Streicher

## Premierenbesetzung
- Tom Aldredge (Erzähler / Geheimnisvoller Mann)
- Chip Zien (Bäcker)
- Joanna Gleason (Frau des Bäckers)
- Bernadette Peters (Hexe)
- Ben Wright (Jack mit der Bohnenstange)
- Barbara Bryne (Jacks Mutter)
- Danielle Ferland (Rotkäppchen)
- Robert Westenberg (Wolf / Aschenputtels Prinz)
- Kim Crosby (Aschenputtel)
- Merle Louise (Aschenputtels Mutter / Rotkäppchens Großmutter / Riesin)
- Edmund Lyndeck (Aschenputtels Vater)
- Joy Franz (Aschenputtels Stiefmutter)
- Kay McClelland (Florinda, Aschenputtels Stiefschwester)
- Lauren Mitchell (Lucinda, Aschenputtels Stiefschwester)
- Chuck Wagner (Rapunzels Prinz)
- Pamela Winslow (Rapunzel)
- Maureen Davis (Dornröschen)
- Jean Kelly (Schneewittchen)
- Philip Hoffman (Kammerdiener)

## Film
Im Jahr 2014 drehte Rob Marshall eine Filmfassung des Musicals mit Meryl Streep als Hexe. Walt Disney Pictures brachte den Film am 25. Dezember 2014 in den USA in die Kinos. In Deutschland startete der Film am 19. Februar 2015 in den Kinos.